# Balingsta pastorat
Balingsta pastorat, pastorat inom Svenska kyrkan i Upplands Västra kontrakt av Uppsala stift. Pastoratet ligger i Uppsala kommun
Pastoratskoden är 010906. 

## Administrativ historik
Pastoratet omfattade till 1 maj 1923 enbart Balingsta församling för att därefter även omfatta Hagby och Ramsta församlingar. Från 1962 tillkom Uppsala-Näs, Västeråkers och Dalby församlingar.

## Ingående församlingar
- Balingsta församling
- Dalby församling
- Hagby församling
- Ramsta församling
- Västeråkers församling
- Uppsala-Näs församling

## Series pastorum[2]
1923-1932 Kyrkoherde Vilhelm Johansson
1933-1940 Kyrkoherde John Cullberg, sedermera biskop i Västerås
1940-1954 Kyrkoherde Sten Anders Ingmar Andrae, sedermera kyrkoherde i Stockholm
1955-1972 Kyrkoherde Vidar Ström
1972-1985 Kyrkoherde Björn Sahlberg
1985-1991 Kyrkoherde Else Orstadius
1991-2014 Kyrkoherde, kontraktsprost Lars-Ove Sjöstedt
2014-2015 Tf. Kyrkoherde km Britt-Karin Ekstrand
2015 – Kyrkoherde Johan Lautmann